# Істомінське сільське поселення
Істомінське сільське поселення — муніципальне утворення в Аксайському району Ростовської області Росія. 
Адміністративний центр поселення — селище Дорожний.

## Географія
Істомінське сільське поселення розташовано на півдні Аксайського району Ростовської області. У своїй північній частині воно межує з Ольгинським сільським поселенням Аксайського району, на півдні межує з Кагальницьким муніципальним районом, на заході — з Ленінським сільським поселенням Аксайського району, на сході — з Кагальницьким муніципальним районом й Верхньоподпольнинським сільським поселенням Аксайського району.
Істомінське сільське поселення розташоване за 45 км від Ростова-на-Дону, від міста Батайська — 25 км, від районного центру міста Аксай — 25 км.
Загальна площа муніципального утворення становить 126,89 кв. км.

## Господарство
Сільськогосподарські угіддя мають площу 7189 га, включаючи 5436 га ріллі, площа багаторічних насаджень — 198 га.
В поселенні мешкає 4980 осіб, щільність становить 33 людини на 1 кв. км. Тут живуть представники близько 36 національностей. 
Господарський комплекс селища складається з сільськогосподарських підприємств і підприємств малого бізнесу.
Ґрунтові ресурси є основним багатством Істоминського сільського поселення. Чорноземи у структурі місцевої ґрунту складають близько 65 %. Понад 60% валової продукції сільського господарства припадає на рослинництво. У рослинництві основними в районі є зернове господарство. Під вирощування зернових культур тут зайнято близько половини посівних площ. Основною зерновою культурою є озима пшениця, провідною технічною культурою є соняшник. Садівництво та овочівництво тут поставлено на промислову основу. Тваринництво спеціалізується на птахівництві. Вироблена сільськогосподарська продукція реалізується, як в самому селищі, так і в інших місцях.
У Істомінському сільському поселенні функціонують 8 сільськогосподарських підприємств: ЗАТ «Аксайська птахофабрика», ТОВ СГП «Зерновий», ТОВ «Ольгинське», ТОВ «Аксай СГП, ТОВ «НВФ Донський розплідник», ТОВ «Квадро», КФК «Діоніс», ТОВ «Аксайська земля».
На поселенні функціонує понад 150 малих підприємств, переважно з вирощування овочів, торгово-закупівельної та переробної діяльністі. 

## Адміністративний устрій
До складу Істомінського сільського поселення належать:
- хутір Островського - 1175 осіб (2010 рік),
- селище Дівний  - 1119 осіб (2010 рік),
- селище Дорожний - 1062 особи (2010 рік),
- хутір Істоміно - 1648 осіб (2010 рік).